# Bo Wahlström
Bo Birger Wahlström, född 24 februari 1916 i S:t Johannes församling i Stockholm, död 20 april 2011 i Danderyds församling i Stockholms län, var en svensk förläggare.
Han ledde B. Wahlströms bokförlag, känt för sina otaliga ungdomsböcker, mellan 1961 och 1981. Han var son till förlagets grundare Birger Wahlström, som han efterträdde 1961. Han hade också stor del i bokförlagets utgivning av populärpocketserier som såldes i pressbyråkiosker över hela Sverige. Han utvecklade och patenterade också tryckpressen Book O Matic. Han efterträddes 1981 av sonen Bertil.
Bo Wahlström är begravd på Djursholms begravningsplats.